# Piraci z Penzance
Piraci z Penzance (tytuł oryginalny The Pirates of Penzance, or, The Slave of Duty) – piąta operetka W.S. Gilberta (libretto) i Arthura Sullivana (muzyka). Utwór miał oficjalną premierę 31 grudnia 1879 roku w Fifth Avenue Theatre w Nowym Jorku. Londyńska premiera miała miejsce 3 kwietnia 1880 w Opéra-Comique, gdzie zagrano ją 363 razy. Polska prapremiera operetki miała miejsce 7 listopada 2014 roku w Katowicach w wykonaniu Teatru Muzycznego Arte Creatura.
Operetka w dwóch aktach. Akcja rozgrywa się u wybrzeża Kornwalii, w czasie panowania królowej Wiktorii.

## Akt I
Na ustronnym wybrzeżu grupa piratów świętuje 21 urodziny Frederica i tym samym ukończenie jego przyuczania do zawodu. Ten jednak niespodziewanie oznajmia, że teraz, gdy skończyła się obowiązująca go umowa, zamierza wystąpić z bandy i wejść na uczciwą drogę życia. Tłumaczy swym towarzyszom, że został do nich skierowany w wyniku pomyłki – jego niania, Ruth, źle zrozumiała instrukcje ojca Frederica i zamiast pilota morskiego zrobiła z niego pirata (błąd wynikły z podobnego brzmienia angielskich słów pilot i pirate). Frederic oznajmia, że jako prawy człowiek będzie zmuszony wytępić swoich byłych towarzyszy, choć jednocześnie przyznaje, że nie są oni bardzo okrutną bandą – na przykład nigdy nie atakują słabszych od siebie oraz nigdy nie krzywdzą sierot. Jako że fakt ten jest powszechnie znany, piraci nie mają na koncie wielu sukcesów – wszystkie spotykane przez nich statki okazują się pełne sierot.
Gdy piraci na chwilę odchodzą, pojawia się grupa młodych dziewcząt (Climbing over rocky mountain), córek Generała Stanleya. Oczarowany ich urodą i młodością Frederic prosi je o pomoc w swej reformacji obiecując pokochać choćby najbrzydszą z nich. Dziewczęta nie są jednak zbyt chętne do zadawania się z piratem i tylko jedna Mabel odpowiada na jego wezwanie (Poor wand'ring one). Tymczasem wracają pozostali członkowie bandy i widząc młode panny, z miejsca postanawiają je poślubić. Na szczęście nadchodzi także ojciec dziewcząt (I am the very model of a modern Major-General), który obmyśla sprytny podstęp – oświadcza, że jest... sierotą. Wzruszeni piraci pozwalają wszystkim odejść. 

## Akt II
O północy w ruinach kaplicy w swoich włościach, Generał daje wyraz trapiącym go wyrzutom sumienia – nie może sobie wybaczyć, że oszukał piratów wymyślając historię o swoim rzekomym sieroctwie. Tymczasem nadchodzi Sierżant wraz z policjantami, których Frederic ma poprowadzić przeciw piratom (When the foeman bares his steel). Córki Generała głośno wyrażają swój podziw dla ludzi, którzy są gotowi iść na straszną śmierć z ręki okrutnych piratów. Zachwiany w swej odwadze oddział policyjny bardzo niechętnie odchodzi.
Tymczasem Frederic w samotności raduje się myślą, że wreszcie odpokutuje lata pirackiego życia. W tej właśnie chwili pojawiają się Król Piratów oraz Ruth, którzy tłumaczą mu przezabawny paradoks: Frederic urodził się w roku przestępnym, 29 lutego, więc chociaż skończył 21 lat, to – biorąc pod uwagę tylko te lata, w których wystąpił dzień jego urodzin – ma dopiero nieco ponad 5 lat. A w umowie zawartej z piratami zapisano, że jego obowiązek wobec nich skończy się dopiero w dniu jego 21 urodzin. Frederic uznaje logikę tego wywodu i decyduje się na powrót dołączyć do bandy. Będąc znowu piratem, czuje się w obowiązku donieść o oszustwie Generała, co budzi zrozumiałą wściekłość i pragnienie jak najszybszej zemsty (Away, away, my heart's on fire). Wszyscy troje wyruszają połączyć się z resztą bandy.
Mabel rozumie konieczność, której podlega jej ukochany i postanawia na niego czekać, choć będzie to trwało ponad 60 lat. Tymczasem zagrzewa do walki policjantów, którzy czują pewien dyskomfort mając pozbawić wolności ludzi, którzy – pomijając ich zbrodniczy proceder – są przecież bardzo do nich podobni (When a felon's not engaged in his employment). Słysząc nadchodzących piratów ukrywają się w kaplicy. Nadchodzi również Generał przywołany usłyszanym hałasem. Piraci ruszają na niego grożąc mu straszną zemstą. W tym momencie oddział policji ujawnia swoją obecność. Wywiązuje się krótka walka, którą wygrywają piraci. Jednak Sierżant ma asa w rękawie – wzywa piratów do poddania się... w imię Królowej Wiktorii. Piraci przyznają, że kochają swoją królową i składają broń. Wówczas Ruth zdradza, że wszyscy oni są szlachetnie urodzeni. Na to oświadczenie przeszłe pirackie błędy idą w zapomnienie, a Generał postanawia jednak wydać swoje córki za przywróconych do swojej społecznej pozycji piratów.